# Marmarth
Marmarth – miasto w Stanach Zjednoczonych, w stanie Dakota Północna, w hrabstwie Slope, położone nad rzeką Little Missouri.